# أحمد أباد (مقاطعة فارياب)
أحمد أباد (بالفارسية: تلمبه احمدآباد سرگریچ) هي مستوطنة تقع في كرمان في إيران. يقدر عدد سكانها بـ 350 نسمة بحسب إحصاء 2016.